# 中国共产党东京支部委员会
中国共产党东京支部委员会，简称中共东京支部，是在东京的中国共产党成员自发建立的活动组织，隶属于中共上海地方组织。受当时环境的影响，其作用是负责日本本土的中国共产党成员的理论学习，以及与当地左翼政治组织的交流互动。

## 历史

### 前身
19世纪70年代，马克思主义传入日本后，日本工人自发成立各类劳工组织，举行罢工和反对战争，在日本知识分子的引导下日本的劳工运动形成规模。受其影响，引起中国留日人员的关注。1921年4月，施存统、周佛海在日本成立旅日共产主义小组。小组成立后施存统频繁联系中日两国的社会主义者，并发展多名留日学生来学习先进思想。同年12月，施存统被日本天皇政府逮捕驱逐。1924年3月,东京支部协助中国国民党特别专员改组中国国民党日本总支部。1926年5月9日，小组在袁世凯接受 “二十一条”要求11周年之际，联合国民党左派举行示威游行。1927年，受中国国民党日本总支部中的右派影响，日本天皇政府逮捕并驱逐小组部分成员。鉴于此,小组决定秘密发展成员，健全小组。1928年3月18日，小组在东京举行三一八惨案集会，并发表演讲。5月，日本天皇政府注意到他们的活动，逮捕并驱逐多名“中共东京支部”负责人。

### 实践活动
1928年10月，小组在东京召开第一次代表大会，廖以仁9名留日学生秘密出席，称组织名称为“中共东京特别市委”。
1929年7月，支部组织在东京召开三大,决定更名为“中共东京特别支部”并成立特别支部常务委员会，其下设由11人组成的执行委员会，负责领导在日本各地的11个支部的109名成员。同年9月4日晚，由组织领导的中华留日反帝同盟秘密联合日本反帝同盟和朝鲜反帝人士开展反帝运动，由于运动泄密日本天皇政府逮捕并驱逐包括30多名组织成员的留日中国学生。受其影响没有支部领导的旅日中共党员和进步学生分散发展自发组织了各种形式的文化团体,以召开座谈会、茶话会等方式，秘密学习和宣传先进思想。
1935年6月，左联东京支盟创办的《杂文》出版的第2期同时刊载鲁迅等中国作家的文章。同年9月，左联东京支盟负责人林基路在中共上海地方党组织成员周扬的启发下联合中共党员官亦民、共青团员陈洪潮等，秘密组建中共东京支部，负责在留日学生中秘密发展成员。后来，“中共东京支部”成员增至50人，能够联系和影响约500名留日学生与左翼人士。
1936年9月,在中共中央北方局的支持下解树椿返回东京,重建“中共东京特别支部”并发展成员10余名。七七事变发生后，在日中国学生被迫回国，部分先进学生和中共党员努力恢复组织运作。1938年9月，留日学生汪叔子根据上级党组织指令,在满洲国留日学生会馆秘密重建“中共东京支部”并发展30多名留日学生和2名日本人。
1939年1月,中共又秘派金汉变到东京,发展李东云、梁丁默两名朝鲜人。2月19日,汪叔子被日本天皇政府逮捕，“中共东京支部”再度停止运作。据组织成员王阑西、赵冬日、胡育德表示由组织领导的新兴自然科学者同盟在七七事变后留在东京未归国的少数成员，继续秘密地组织并开展活动直至日本天皇政府无条件投降。

## 业务支部
长崎支部、横滨支部、京都支部、仙台支部